# Schneidereria
Schneidereria é um gênero de traça pertencente à família Agonoxenidae.